# 20–22 Marlborough Place

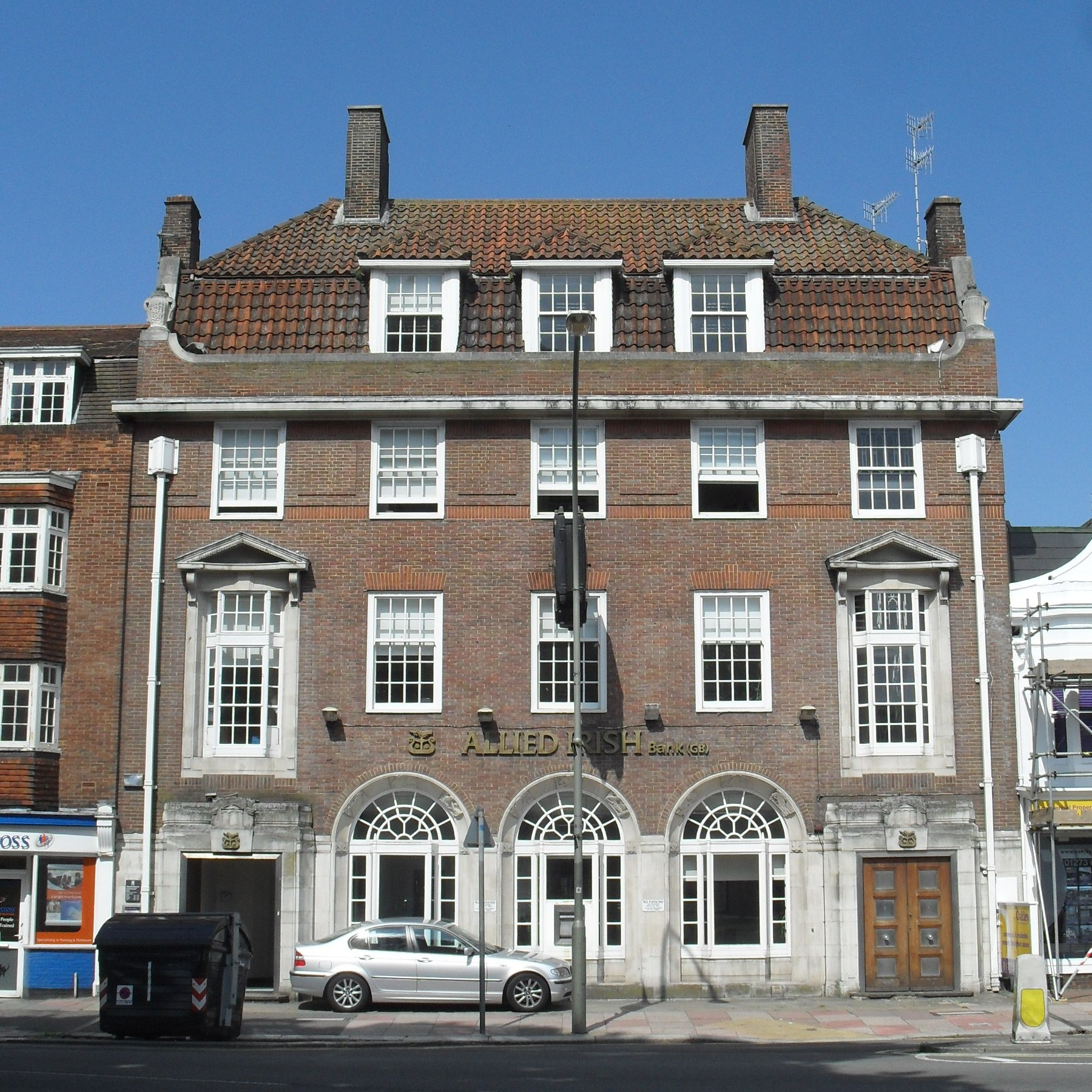
Das Gebäude in 20–22 Marlborough Place aus ost-südöstlicher Richtung

20–22 Marlborough Place ist ein Bürogebäude in dem Seebadeort Brighton, das zur Stadt Brighton and Hove gehört. Es wurde in den 1930er Jahren für die Citizens’ Permanent Building Society erbaut. Das elegante Gebäude im Stil neo-georgianischer Architekturprämissen wird heute von einer in den 1980er Jahren eröffneten Filiale der Allied Irish Bank (GB) genutzt. Das Gebäude wurde von John Leopold Denman, einem „Meister seiner Art in der neo-georgianischen Architektur der Jahrhundertmitte“ entworfen. Es kontrastiert trefflich mit seinem zeitgenössischen Nachbargebäude, dem King and Queen Pub. Die Fassade der Bank umfasst eine Reihe von Steinmetzreliefs von Joseph Cribb, die Arbeiter im Baugewerbe zeigen, darunter ist auch eine Figur, die den Architekten Denman selbst darstellt. English Heritage hat das Gebäude wegen seiner architektonischen und historischen Bedeutung im Grade II gelistet.

## Geschichte
Brighton entwickelte sich im 18. und 19. Jahrhundert zu einem mondänen Badeort, zu dessen Zentrum unter anderem Old Steine wurde. Dabei handelte es sich um das südliche Ende eines weitläufigen Gebietes, das schlecht entwässert war und später als Valley Gardens bekannt wurde. Die erste Wohnbebauung außerhalb der von vier Straßen begrenzten Altsiedlung erfolgte 1771/72, als die North Row an der Westseite des offenen Geländes errichtet wurde. Dieses wurde 1819 in Marlborough Place umbenannt. Ein altes Gebäude wurde in die Straße eingegliedert. Dabei handelte es sich um ein altes Farmhaus, das eine neue Vorderseite im georgianischen Stil erhielt und zum King and Queen Pub wurde.
Die Gaststätte und die meisten der Gebäude nördlich davon bis zur Kreuzung mit der Church Street wurden in den 1930er Jahren neu gebaut. Eines der Grundstücke wurde von der Citizen’s Permanent Building Society als Sitz für ihre Zentrale und als Geschäftsstelle ausgewählt. 1933 beauftragte das Unternehmen den Architekten John Leopold Denman mit den Planungen für das Gebäude. Dieser war ein ortsansässiger Architekt, der seit 1909 praktizierte und in der Gegend von den 1920er Jahren an mehrere Gebäude geplant hatte. Er galt zwar als Experte für die neo-georgianische Architektur, war jedoch auch in der Lage, in anderen Architekturstilen zu gestalten; letztlich entschied er sich für seine Arbeit am Marlborough Place doch für eine neo-georgianische Planung, die einen „strikten Kontrast“ zur eklektischen und prunkhaften nebenan liegenden Gaststätte bildet, die ein Jahr zuvor von Clayton & Black, einem anderen Brightoner Architekturbüro, geplant worden war.
Das Gebäude wurde noch im selben Jahr fertiggestellt und von der Wohnungsbaugesellschaft bis in die Nachkriegszeit genutzt. In den 1980er Jahren wurde es von der Allied Irish Bank (GB) übernommen und wird noch heute als deren Filiale genutzt.
Das Bürogebäude wurden am 26. August 1999 von English Heritage im Grade II eingestuft. In dieser Kategorie werden Gebäude von „speziellem Interesse“ eingestuft, die eine „nationale Bedeutung“ innehaben. Im Februar 2001 war dieses Gebäude eines von 1124 im Grade II eingestuften Gebäude in Brighton and Hove.
Das Gebäude steht innerhalb der Valley Gardens Conservation Area, die eine der 34 Conservation Areas in Brighton and Hove ist. Der Brighton & Hove Council beschreibt das Gebäude als „ausgezeichnetes Einzelgebäude“ innerhalb einer Mischung von Bauwerken aus verschiedenen Zeitaltern, die nicht eine einheitliche Komposition bilden und bemerkte, dass es aufgrund von „verständnisvollen Maßstabs, Wanddicken und Proportionen“ gut zu den älteren, aus dem 18. und 19. Jahrhundert stammenden Bauten der Nachbarschaft passe. Der Rat stellte fest, dass es eine „starke Wahrscheinlichkeit gegen [seinen] Abriss“ gäbe, falls es jemals vakant fiele, da es im Zusammenhang mit dem Denkmalschutzgebiet wichtig sei.

## Architektur

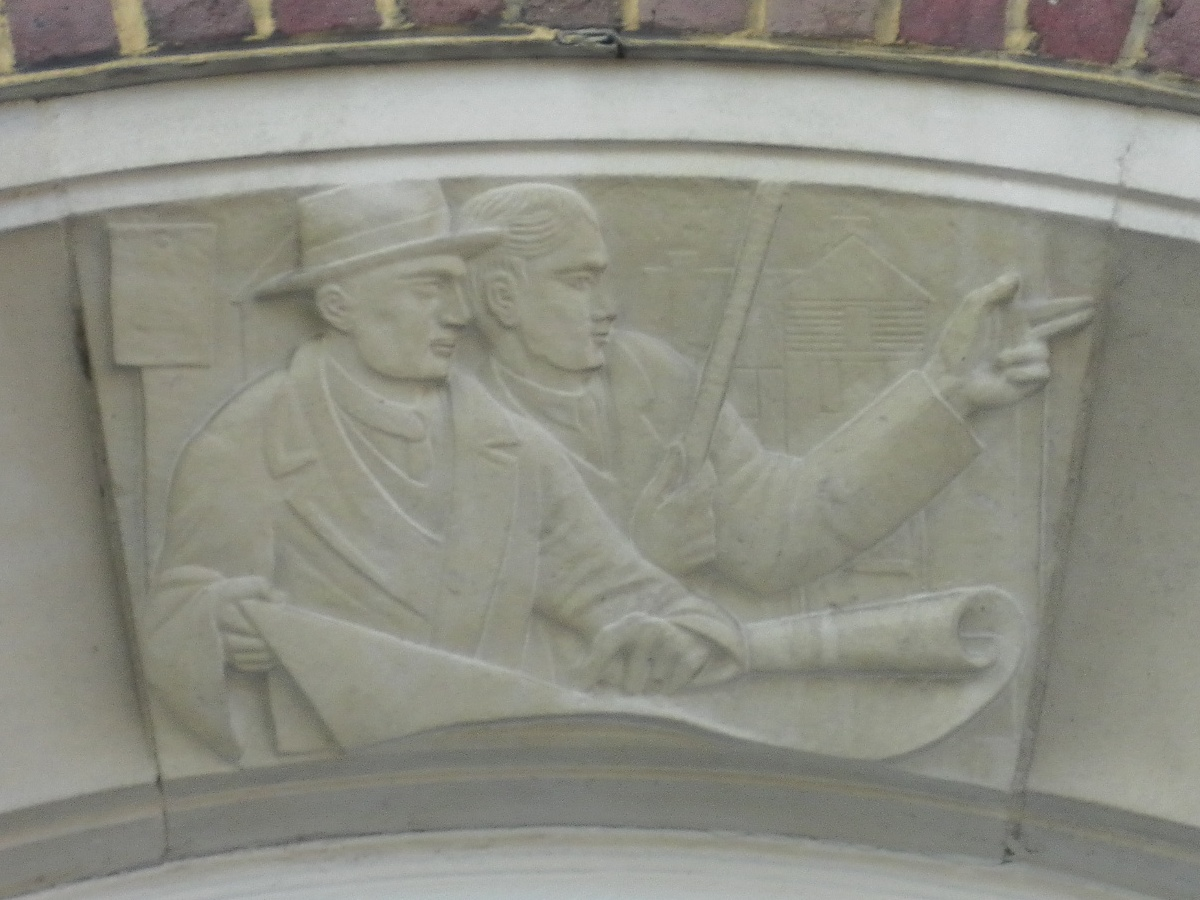
Architekt Denman, einen Plan haltend, ist in diesem Relief von Joseph Cribb dargestellt. Es befindet sich über einem der Fenster im Erdgeschoss.

Denman entwarf das Gebäude „in einem wohlgearteten doch individuellen neo-georgianischen Stil“. Die Wände sind aus roten Backsteinen im Läuferverband, doch ist die Fassade mit Portlandsteinen durchsetzt. Das Dach, in dem Speicherräume untergebracht sind, ist mit S-förmigen Dachpfannen gedeckt. Die Fassade ist symmetrisch und spannt fünf Joche mit jeweils einem Fenster im ersten und zweiten Stock. Im Erdgeschoss flankieren Eingangstüren in den beiden äußeren Jochen drei große Rundbogenfenster, die jeweils in der in Kalkstein gefassten und leicht vorspringenden Mittelsektion zurückversetzt sind. Die Fenster über den Eingängen sind größer als die dazwischen und verfügen über auf Kragsteinen sitzende Fenstergiebel. Die anderen Fenster sind einfache Aufschiebefenster. Unterhalb des Dachgeschosses befindet sich ein steinernes Gesims, auf dem eine aus Backsteinen gemauerte Brüstung sitzt, an deren beiden Ende steinerne Schmuckurnen stehen. Das Mansarddach, in das drei Erkerfenster eingesetzt sind, verschafft dem Gebäude „einen skandinavischen Hauch“. Eine aufwendig gearbeitete Uhr mit einem dekorativen Gehäuse ragt im ersten Obergeschoss aus der Fassade hervor.
Das Gebäude fällt auf durch eine Reihe von steinernen Reliefs in den Architraven der Rundbogenfenster des Erdgeschosses. Sie bilden das Bauhandwerksgeschäft ab und stellen drei Arbeiter dar, die Bautätigkeiten ausüben. Im Bereich des linken Fensters ist die Darstellung Denmans mit Hut zu sehen, der einen Architekturplan hält und mit einem anderen Mann spricht. Die anderen Reliefs zeigen einen Mann, der Backsteine verlegt, und einen anderen Mann, der ein Holzstück zersägt. Der ausführende Bildhauer war Joseph Cribb, der lange Jahre mit Denman zusammenarbeitete, etwa bei den Büros der Zeitung Brighton & Hove Herald in den Pavilion Buildings, die nur eine geringe Strecke entfernt liegen. Diese Reliefs sind in einem guten Zustand und unterliegen nicht der unmittelbaren Gefahr der Verwitterung.